# Красный Сал
Кра́сный Сал — хутор в Мартыновском районе Ростовской области.
Входит в состав Новоселовского сельского поселения.

## Население
| 2010 | 2013 |
| ---- | ---- |
| 17   | ↘15  |

## Улицы
На хуторе имеется одна улица: Красносальская.